# Haplophthalmus claviger
Haplophthalmus claviger är en kräftdjursart som beskrevs av Karl Wilhelm Verhoeff 1944. Haplophthalmus claviger ingår i släktet Haplophthalmus och familjen Trichoniscidae. Inga underarter finns listade i Catalogue of Life.